# Graeme Rootham
Graeme Rootham (ur. 7 marca 1948) – australijski lekkoatleta specjalizujący się w biegu na 800 metrów.
Wielokrotnie reprezentował Australię w międzynarodowych zawodach, jednak bez medalowych zdobyczy. W jedynym występie na igrzyskach olimpijskich (Monachium 1972) odpadł już w eliminacjach, będąc sklasyfikowany na 28. pozycji (na 61 zawodników). Czterokrotny medalista mistrzostw Australii w kategorii seniorów, w tym trzykrotny mistrz kraju (1971, 1972, 1973). W 1972 (startując poza konkursem) zajął 3. miejsce w finałowym biegu na 800 metrów podczas mistrzostw Polski w Warszawie.

## Rekordy życiowe
- bieg na 800 metrów – 1:46,5 (1972)